# Chase H.Q.
Chase H.Q. è un videogioco arcade del 1988 del genere simulatore di guida sviluppato e pubblicato da Taito. Furono pubblicate conversioni nel 1989 da Ocean Software per gli home computer Amstrad CPC, Amiga, Atari ST, Commodore 64, MSX e ZX Spectrum, e nel 1989-1991 dalla Taito, con il titolo Taito Chase H.Q., per le console Nintendo Entertainment System, Game Boy, Sega Master System, Game Gear e PC Engine. Uscì infine per i computer giapponesi FM Towns e Sharp X68000.
Nel titolo si impersona il ruolo di un poliziotto di nome Tony Gibson, membro della "Chase Special Investigation Headquarters". Assieme al suo partner, Raymond Broady, ha il compito di fermare i criminali in fuga, compiendo inseguimenti automobilistici ad alta velocità.
Diede inizio alla serie Chase H.Q. di simulatori di guida polizieschi, iniziando con il seguito Special Criminal Investigation del 1989.
Per Sega Saturn uscì soltanto nella raccolta Chase H.Q. Plus S.C.I. (1996) insieme al suo seguito.
È incluso nella raccolta per PlayStation 2 Taito Memories II Gekan, uscita nel 2007 solo in Giappone.

## Modalità di gioco
Si pilota un'auto della polizia senza contrassegni, simile a una Porsche 928, con visuale tridimensionale da dietro la vettura. La guida è con cambio manuale a due marce e si dispone di un numero limitato di "turbo", che quando attivati spingono per un breve tempo l'auto a supervelocità.
All'inizio di ogni livello, il giocatore è informato da un messaggio della collega Nancy su quale veicolo deve inseguire, che inizialmente è collocato a grande distanza. Si deve raggiungere il criminale prima della scadenza del tempo limite. La macchina del criminale è in continuo allontanamento; ne consegue che se il giocatore si blocca ripetutamente o è troppo lento, il criminale fuggirà. Quando il veicolo del fuggiasco viene raggiunto, è evidenziato da una freccia e il tempo limite viene prorogato; il veicolo deve quindi essere speronato ripetutamente finché il criminale è costretto a fermarsi ed è quindi arrestato. Speronare sui lati è più efficace che tamponare da dietro; il livello di danneggiamento dell'avversario è indicato da una barra.
Il percorso di ogni livello è lineare, con curve, gallerie, saliscendi, veicoli innocenti che viaggiano nello stesso verso, ostacoli a bordo strada e talvolta anche sulla carreggiata. Gli scontri non danneggiano l'auto del giocatore, ma determinano perdite di tempo prezioso. In alcuni punti durante il gioco la strada si biforca e occorre imboccare la deviazione corretta, preannunciata da una freccia, altrimenti ci vorrà più tempo per catturare il criminale. 
Il gioco include cinque livelli. Poiché sia il termine iniziale per raggiungere il criminale che la durata del tempo per speronarlo e obbligarlo a fermarsi sono di 60 secondi, una partita con un credito può durare al massimo 10 minuti.
I criminali da inseguire nei cinque livelli sono rispettivamente (versione arcade; i modelli di auto non sono dichiarati ufficialmente):
1. Ralph, the Idaho Slasher (Lotus Esprit bianca)
2. Carlos, the New York armed robber (Lamborghini Countach gialla)
3. Chicago pushers (Porsche 911 grigia)
4. L.A kidnapper (Ferrari 288 GTO blu)
5. Eastern bloc spy (Porsche 928 rossa)

Le versioni per le console NES, Master System e Game Gear hanno qualche aggiunta. In questi casi i cinque livelli si ripetono per tre volte, e tra un livello e l'altro è possibile spendere i punti accumulati per acquistare potenziamenti al proprio veicolo: miglioramento di gomme, olio o paraurti, aggiunta di più turbo o di sovralimentazione. Si può selezionare inoltre il cambio automatico.
Il cabinato arcade uscì in versione con seduta o verticale, quest'ultima molto più comune perlomeno in Europa, e caratterizzata da luci lampeggianti stile polizia sul frontale in alto.

## Sviluppo
Nel 1987 la Taito, in risposta al grande successo del gioco di guida della concorrenza Out Run, pubblicò l'arcade Full Throttle, una tipica gara a checkpoint stile Out Run, con la principale novità di un pulsante per il turbo ossia la temporanea velocità extra. Lo stesso designer di Full Throttle, Hiroyuki Sakō, progettò come successore ideale Chase H.Q., riprendendo l'idea del turbo e introducendo l'interessante novità dell'inseguimento, con un tema che ricordava il telefilm Miami Vice.
L'hardware dell'arcade è lo Z System della Taito, già usato per Continental Circus. La scheda è basata su due microprocessori Motorola 68000, dei quali uno è quasi interamente dedicato al disegno della strada che scorre, con un risultato di grande fluidità. Il chip sonoro Yamaha YM2610 fornisce musica e sintesi vocale.
Dopo il buon successo dell'arcade, la Ocean Software fu rapida ad acquisire i diritti per le prime conversioni domestiche e fu in grado di pubblicare Chase H.Q. per vari home computer in tempo per Natale 1989. Sono particolarmente rinomate le conversioni per i computer basati sul microprocessore Zilog Z80, ossia ZX Spectrum e Amstrad CPC, che furono sviluppate internamente alla Ocean. A tale scopo fu portato in azienda un intero cabinato con seduta dell'arcade originale. Il non facile compito di riprodurre Chase H.Q. su quei due piccoli computer a 8 bit fu assegnato al programmatore Jon O'Brien e al grafico Bill Harbison. Quest'ultimo veniva da un'esperienza simile, avendo appena finito di lavorare alla conversione del gioco di guida WEC Le Mans. O'Brien si basò su una riscrittura migliorativa del motore grafico di WEC Le Mans, con risultati notevoli, tanto che all'epoca Chase H.Q. si poteva considerare tecnicamente il miglior gioco di corse esistente per Spectrum e CPC. 
La Taito pubblicò in proprio le conversioni per console, ma solo dopo aver prodotto il seguito arcade Special Criminal Investigation, uscito nel tardo 1989. Le altre conversioni di Chase H.Q. uscirono perlopiù nei primi anni '90.
L'immagine sul volantino dell'arcade, poi riprodotta più o meno fedelmente anche sulle copertine e sulle schermate introduttive delle edizioni della Ocean, mostra due auto e i primi piani dei due poliziotti protagonisti armati di pistole. I due ritratti sono palesemente ispirati, ai limiti del plagio, a certe inquadrature dei personaggi Ian Solo e Lando Calrissian apparse nei film di Guerre stellari; in pratica i baffi sono stati tolti a Lando e aggiunti a Ian, e la pistola laser impugnata da Ian è sostituita da una pistola normale.

## Accoglienza
Chase H.Q. in sala giochi fu un grande successo, uno dei maggiori e più memorabili della Taito. La stampa di settore lo accolse con entusiasmo.
Le conversioni per sistemi domestici ottennero risultati molto variabili a seconda della piattaforma.
La versione per ZX Spectrum fu particolarmente apprezzata dalla stampa dell'epoca, ottenendo molte votazioni superiori al 90% e diversi riconoscimenti dati dai mensili britannici ai migliori giochi. Anche l'edizione Amstrad CPC, realizzata alla Ocean Software dagli stessi sviluppatori di quella per Spectrum, fu eccezionale.
All'estremo opposto, la versione per Game Boy fu fortemente denigrata dalla critica per la sua scadente realizzazione.
Anche quella per Commodore 64 ricevette giudizi molto variabili e nel complesso una media insufficiente dalla critica, avendo tra l'altro una grafica scialba che sembrava presa dal meno potente ZX Spectrum.
Ai premi Golden Joystick Awards 1989 le versioni per computer a 8 bit di Chase H.Q. nel complesso vinsero i titoli di "miglior conversione di arcade" e "miglior colonna sonora".

## Serie
Chase H.Q. ha avuto due sequel arcade: Special Criminal Investigation, anche noto come Chase H.Q. II nelle conversioni domestiche, distribuito nel 1989 su vasta scala, e il rarissimo Super Chase: Criminal Termination, pubblicato nel 1992.
Special Criminal Investigation (1989) arricchisce l'originale con l'aggiunta di armi. Infatti il passeggero può sporgersi dal tettuccio della sua Nissan 300ZX Z32 e sparare ai bersagli in avvicinamento. I nemici sono posti in tutto il livello e tenteranno di sparare o speronare il giocatore nel tentativo di aiutare il nemico principale da fermare. Il gioco differisce dall'originale anche per le piste più insolite, che in questo caso passano attraverso le cascate e una sezione incompiuta della strada sopraelevata.
Quiz H.Q. è un gioco arcade di quiz basato sulla serie di Chase H.Q. edito dalla Taito nel 1990 solo in giapponese, in cui si deve rispondere a domande di cultura generale a risposta multipla.
Super Chase: Criminal Termination (1992), sviluppato sempre per arcade, a differenza dei giochi precedenti, possiede una visuale in prima persona per il comando del veicolo del protagonista. Questo gioco ebbe una versione per Super Nintendo Entertainment System pubblicata con il titolo di Super Chase H.Q..
Chase H.Q. II per Sega Mega Drive (Super H.Q. in Giappone), pubblicato da Taito nel 1992, è simile al primo Chase H.Q., ma con novità, tra cui la possibilità di guidare più veicoli con caratteristiche diverse, inclusa una motrice di camion.
Il videogioco Ray Tracers, sviluppato e pubblicato da Taito per PlayStation nel 1997, è stato descritto come "più o meno un seguito" per il gioco, con "solo poche differenze", quali un diverso sistema per il controllo della velocità e una maggiore varietà di obiettivi.
Chase H.Q.: Secret Police (1999) è un gioco per Game Boy Color leggermente diverso dall'originale, con presenza di armi.
Nel febbraio 2006 è stato presentato alla fiera Arcade Operator's Union a Tokyo Chase H.Q.: Nancy Yori Kinkyū Renraku (lett. "Chase HQ - una chiamata urgente da Nancy"). Il gioco, un arcade con seduta, è stato distribuito come Chase H.Q. 2 nel corso dell'anno ed è un rifacimento dell'originale.